# Farmville (Virgínia)
Farmville és una població dels Estats Units a l'estat de Virgínia. Segons el cens del 2000 tenia 6.845 habitants.

## Demografia
Segons el cens del 2000, Farmville tenia 6.845 habitants, 2.050 habitatges, i 1.074 famílies. La densitat de població era de 379,2 habitants per km².
Dels 2.050 habitatges en un 24% hi vivien nens de menys de 18 anys, en un 32,5% hi vivien parelles casades, en un 17,4% dones solteres, i en un 47,6% no eren unitats familiars. En el 38,6% dels habitatges hi vivien persones soles el 16,4% de les quals corresponia a persones de 65 anys o més que vivien soles. El nombre mitjà de persones vivint en cada habitatge era de 2,15 i el nombre mitjà de persones que vivien en cada família era de 2,84.
Per edats la població es repartia de la següent manera: un 14,7% tenia menys de 18 anys, un 40,7% entre 18 i 24, un 16,5% entre 25 i 44, un 13,6% de 45 a 60 i un 14,6% 65 anys o més.
L'edat mediana era de 22 anys. Per cada 100 dones de 18 o més anys hi havia 63,8 homes.
La renda mediana per habitatge era de 26.343 $ i la renda mediana per família de 33.000 $. Els homes tenien una renda mediana de 30.974 $ mentre que les dones 20.764 $. La renda per capita de la població era de 13.552 $. Entorn del 19,9% de les famílies i el 22% de la població estaven per davall del llindar de pobresa.

## Poblacions més properes
El següent diagrama mostra les poblacions més properes.